# LaTeX
 Denne artikel omhandler opmærkningssproget LaTeX. Opslagsordet har også en anden betydning, se Latex.
LaTeX (Udtalt "Latekh", skrevet som LaTeX i almindelig tekst) er et opmærkningssprog til tekstformatering lige som f.eks. HTML. Det vil sige, at man oftest under skrivning af en tekst kun angiver en strukturel/logisk beskrivelse (afsnit, fremhævet, fodnote osv.), mens den stilmæssige udformning (layout) af disse ting defineres særskilt. 
En af fordelene ved LaTeX er at den ordner alt layoutmæssigt for brugeren, således at ens dokumenter er af typografisk kvalitet og klar til print. Dermed kan man fokusere på at skabe indholdet, mens LaTeX tager sig af størrelsen på overskrifter, bogstavernes position, sideopsætning osv. Det tager selvfølgelig også hånd om at lave krydsreferencer, indholdsfortegnelse, bibliografi og meget mere. Det eneste man behøver at gøre, er at kode hvad man ønsker skal laves (angivelse af afsnit, overskriftsniveau osv. via simple kommandoer) og så behøver man ikke at tænke på designet.
LaTeX er oprindeligt skabt af Leslie Lamport i 1983 som en makropakke til TeX. LaTeX  indeholder kommandoer på højere abstraktionsniveau i forhold til TeX og gør det dermed lettere at anvende.
Anvendelse af LaTeX har især vundet indpas til tekstproduktion inden for akademiske kredse, specielt naturvidenskaben, herunder matematik, kemi og datalogi, og indenfor økonomi. Det skyldes blandt andet, at det er let at skrive symbolske formler såsom matematiske formler. Derudover findes der specielle kemipakker til LaTeX, bl.a. er der pakker til at illustrere molekyler, strukturformler, reaktionsmekanismer, reaktionsligninger, diagrammer, atomer, grafer og meget mere. Desuden har akademikere, som følge af deres specialisering, en forståelse for at overlade det typografiske til dem som er uddannede typografer, så de i stedet kan koncentrere sig om indholdet i dokumentet.
Der findes et utal af udvidelsespakker til LaTeX. LaTeX er i øvrigt ikke bundet til én type operativsystem og kan anvendes såvel på Windows-platform som på Unix- og Linuxplatformene. LyX er en avanceret open source dokumentprocessor til LaTeX og Texmaker er en editor.

## Eksempel på LaTeX
Nedenfor er et eksempel på LaTeX inddata (venstre) og uddata (højre):
| \documentclass[12pt]{article} \usepackage[latin1]{inputenc} % æ,Æ,ø,Ø,å,Å på pc \usepackage{ amsthm, amssymb, amsmath, dsfont, mathrsfs, nicefrac } % Matematiske pakker \title{\LaTeX} \date{} \begin{document} \maketitle \LaTeX{} er et opmærkningssprog til tekstformatering lige som f.eks. HTML. Det vil sige, at man oftest under skrivning af en tekst kun angiver en strukturel/logisk beskrivelse (afsnit, fremhævet, fodnote osv.), mens den stilmæssige udformning (layout) af disse ting defineres særskilt. Det er i høj grad programmerbart og en indeholder masse faciliteter til at automatisere typografi og opsætning af et dokument, bl.a. nummerering, krydsreferencer, tabeller, figurer, layout, litteraturlister m.m. Programmet er oprindeligt skrevet af Leslie Lamport i 1984 og det er blevet den meste brugte overbygning til \TeX; det er ganske få der skriver i ren \TeX{} længere. Den nuværende version er \LaTeXe. % Dette er en kommentar som ikke kommer med i det endelige output. \begin{align*} E &= mc^2 & \mathds{Q} &\subseteq \mathds{R}\\ m &= \frac{m_0}{\sqrt{1-\frac{v^2}{c^2}}} & f &\in \mathscr{C}^\infty \end{align*} \end{document} |